# Andalucía Masters
O Andalucía Masters foi um torneio de golfe organizado pelo European Tour. Foi disputado pela primeira vez em 2010, no Valderrama Golf Club, em Sotogrande, na Espanha, e foi vencido pelo inglês Graeme McDowell com uma pontuação de 281 (–3).

## Campeões

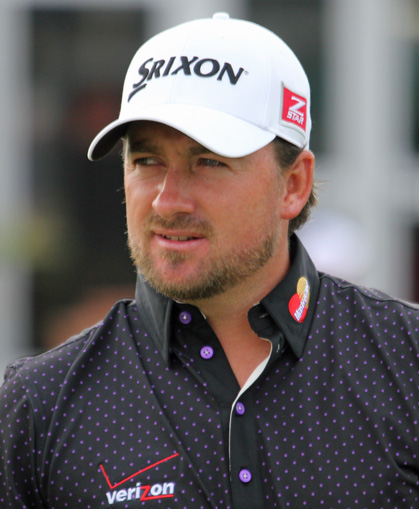
Graeme, primeiro campeão do torneio

| Ano                          | Campeão           | País              | Pontuação         | Par               | Margem de Vitória | Vice-campeão(ões)                           |
| Andalucía Masters            | Andalucía Masters | Andalucía Masters | Andalucía Masters | Andalucía Masters | Andalucía Masters | Andalucía Masters                           |
| ---------------------------- | ----------------- | ----------------- | ----------------- | ----------------- | ----------------- | ------------------------------------------- |
| 2011                         | Sergio García     | Espanha           | 278               | −6                | 1 tacada          | Miguel Ángel Jiménez                        |
| Andalucía Valderrama Masters |                   |                   |                   |                   |                   |                                             |
| 2010                         | Graeme McDowell   | Irlanda do Norte  | 281               | −3                | 2 tacadas         | Søren Kjeldsen Gareth Maybin Damien McGrane |